# Région de Kumano

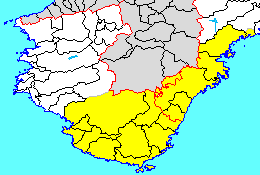
Gamme de la préfecture de Wakayama et du district de Muro de la préfecture de Mie

La région de Kumano (熊野地方, Kumano chihō) est une région du Japon située au sud de la péninsule de Kii. Elle comprend des parties des préfectures de  Mie, Wakayama et Nara.
En 2004 la région a été inscrite sur la liste du patrimoine mondial de l'UNESCO.

## Source de la traduction
- (en) Cet article est partiellement ou en totalité issu de l’article de Wikipédia en anglais intitulé « Kumano Region » (voir la liste des auteurs).